# Paracyclopina sacklerae
Paracyclopina sacklerae – gatunek widłonoga z rodziny Cyclopettidae. Opisali go w 2012 roku Geoffrey Allan Boxshall i Damià Jaume. Miejsce typowe to leje krasowe we wsi Walengkabola na wyspie Muna w Indonezji.